# Joseph Ignace Randrianasolo
Joseph Ignace Randrianasolo (* 31. Juli 1947 in Nandihizana, Madagaskar; † 4. Februar 2010 in Ankadifotsy, Madagaskar) war römisch-katholischer Bischof von Mahajanga.

## Leben
Joseph Ignace Randrianasolo empfing am 20. Dezember 1975 das Sakrament der Priesterweihe. Zwischen 1991 und 1995 absolvierte er ein Promotionsstudium in Kanonischem Recht in Rom. Er lehrte am Priesterseminar in Antananarivo.
Am 24. Oktober 1997 ernannte ihn Papst Johannes Paul II. zum Weihbischof in Antananarivo und Titularbischof von Milevum. Der Erzbischof von Antananarivo Armand Gaétan Kardinal Razafindratandra  spendete ihm am 8. Februar des nächsten Jahres die Bischofsweihe; Mitkonsekratoren waren Adriano Bernardini, Apostolischer Nuntius auf Madagaskar, Mauritius und den Seychellen sowie Albert Joseph Tsiahoana, Erzbischof von Antsiranana. 
Randrianasolo wurde am 3. Juni 1999 vom Papst zum Bischof von Mahajanga ernannt. Er war zudem Vorsitzender der Kommission für den Glauben der Bischofskonferenz von Madagaskar.
Zwei Tage nach seinem durch Papst Benedikt XVI. am 2. Februar 2010 stattgegebenen Rücktrittsgesuch aus gesundheitlichen Gründen starb er. Er wurde seit 2008 von Bischof Roger Victor Rakotondrajao als Koadjutor unterstützt.